# Ким Хён Чхоль
Ким Хен Чхоль (кор. 김현철 , 김금철 , Gim Hyeoncheol , Kim Hyŏnch'yŏl); 13 ноября 1901, Сеул, Корейская империя — 27 февраля 1989, Сеул, Южная Корея) — южнокорейский политический, государственный и дипломатический деятель, борец за независимость, исполняющий обязанности премьер-министра Республики Корея (10 июля 1962 — 17 декабря 1963).

## Биография
В 1917 году окончил горный факультет Кейдзёского технического училища. В 1929 году окончил колледж в Линчбурге, штат Вирджиния .
Выпускник Американского и Колумбийского университетов. В 1932 году получил степень магистра Высшей школы Колумбийского университета. Читал лекции в Университете Кунмин.
Был одним из активистов борьбы за освобождение Кореи из-под японской оккупации. В 1933 году стал членом комитета иностранных дел во Временном правительстве Республики Корея. В 1953 году получил пост заместителя министра планирования, с 1955 года занимал должность заместителя министра сельского и лесного хозяйства, в 1957 году возглавил министерство финансов. В 1962 году получил портфель министра экономического планирования и развития. В том же году временно возглавил корейское правительство. В январе 1964 года в качестве специального представителя президента Пак Чон Хи посетил сорок стран, в том же году был назначен советником президента и главой комитета по административной реформе. С 1964 по 1967 год был послом Южной Кореи в США. После возвращения в Корею и до 1989 года занимал разные государственные должности.